# Петер Терек
Петер Терек (мађ. Török Péter; Анарч, 18. април 1951 — Будимпешта, 20. септембар 1987) је био мађарски фудбалер, репрезентативац, који је играо на позицији десног бека. Био је изузетно вредан, упоран и такмичарски фудбалер. Своје одбрамбене дужности обављао је одлучно и самоуверено. Својим честим трчањима одлично је помагао нападе и често је и сам био успешан. Преминуо је од тешке болести у 36. години.

## Каријера

### Клуб
До 1969. године, Петер Терек је био у тиму Чепели Папирђар и одатле је промовисан у прву лигу. Значајан део своје каријере, тринаест сезона, провео је у Вашашу. Са Вашашем је освојио титулу шампиона у првенству, две титуле првака у купу и Митропа купу. У периоду 1982/83, играо је за Рекреативо де Хуелва у Шпанији. У сезони 1983/84. завршио је активну фудбалску каријеру у тиму Волан. Наступио је на укупно 353 утакмице прве мађарске фудбалске лиге.

### Репрезентација
У репрезентацији Мађарске наступио је 35 пута између 1973. и 1980. године. Био је члан тима који је учествовао на Светском првенству у Аргентини 1978. године.